# Carles Boix Serra
Carles Boix Serra (Barcelona, 1962), académico catalán y norteamericano, es el catedrático Robert Garrett de la Universidad de Princeton desde el año 2006 y uno de los líderes mundiales en teoría de la democracia y economía política. 
Entre sus publicaciones, destacan Political Parties, Growth and Equality (Cambridge University Press, 1998), Democracy and Redistribution (Cambridge University Press, 2003), Political Order and Inequality (Cambridge University Press, 2015) y Democratic Capitalism at a Crossroads (Princeton University Press, 2019). Ha sido el editor del Oxford Handbook of Comparative Politics (2007) y ha publicado en revistas internacionales como American Political Science Review, American Journal of Political Science, British Journal of Political Science, Journal of Law, Economics and Organization, International Organization y World Politics.
En Cataluña, ha publicado L’obertura catalana (2003) y Cartes ianquis (2012).
Es licenciado en Derecho y en Geografía e Historia por la Universidad de Barcelona y doctor por la Universidad de Harvard. Es miembro de la American Academy of Arts and Sciences desde 2010 y del Institut d’Estudis Catalans desde 2016.

## Obra
- Political Parties, Growth and Equality. Cambridge University Press, 1998
- L'obertura catalana. Colección IDEAS Ensayo Breve, Ángulo Editorial, 2002
- Democracy and Redistribution. Cambridge University Press, 2003
- Oxford Handbook of Comparative Politics. Coeditor con Susan Stokes. New York: Oxford University Press, 2007
- Cartes ianquis. A contravent, 2012
- Political Order and Inequality. Their Foundations and their Consequences for Human Welfare. New York: Cambridge University Press, 2015

Democratic Capitalism at a Crossroads. Princeton University Press, 2019